# Marienwerkhaus

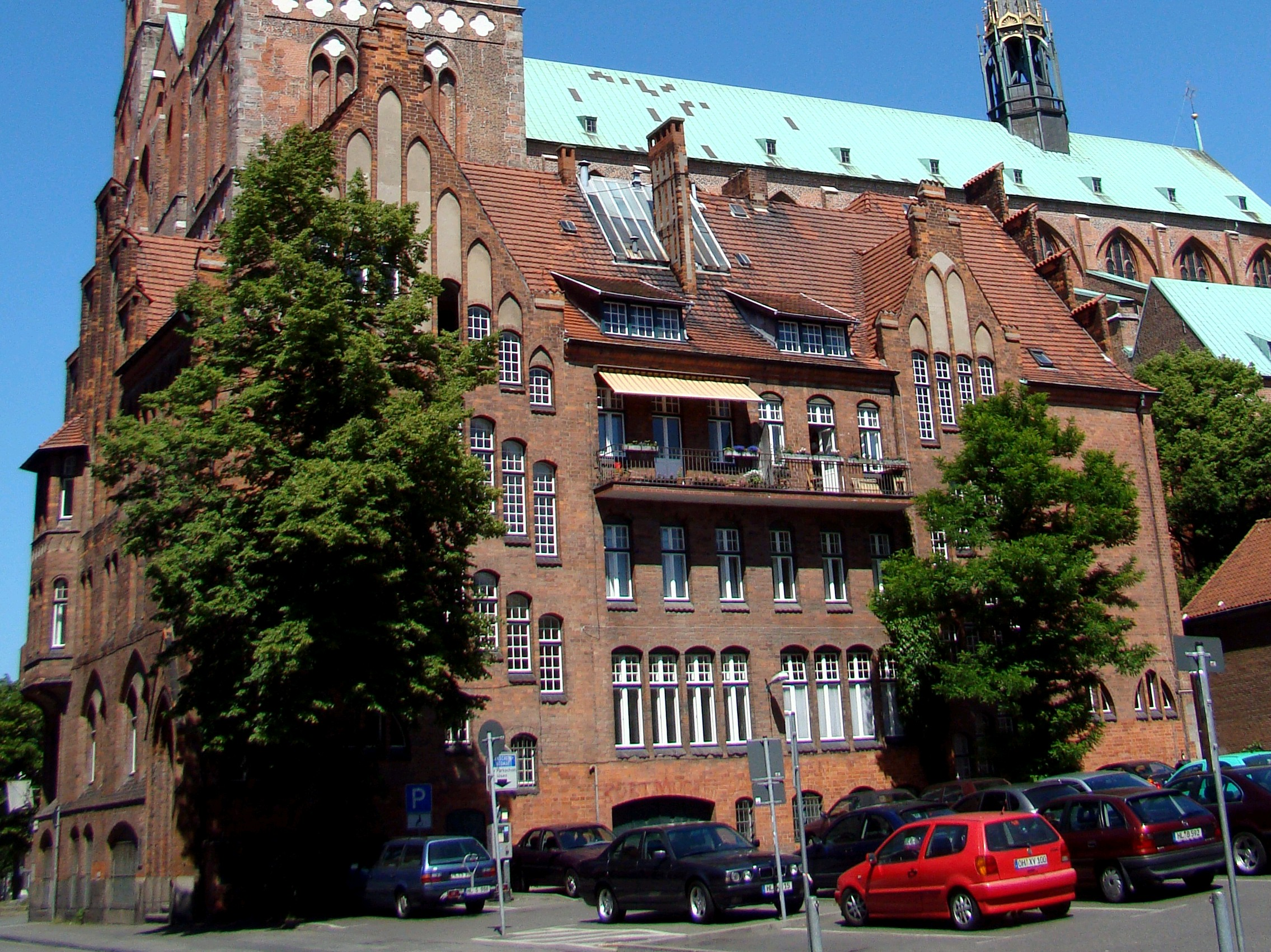
Blick auf Marienwerkhaus von Süden (2009)

Das Marienwerkhaus ist ein Gebäude in der Lübecker Altstadt. Es dient heute als Gemeindehaus der Mariengemeinde.

## Geschichte

### Altes Werkhaus
Der Sage nach hat das Alte Werkhaus schon als Back- und Brauhaus für die am Kirchenbau beteiligten Werksleute gedient. 1534 wird das Gewölbe unterhalb der nach der Kirchenseite gelegenen Glockenläuterwohnung als Bruwhuse erwähnt. Seit 1641 wurde es dem Organisten gleichzeitig mit der Vereinigung des Amtes des Werkmeisters der Kirche als Amtswohnung zugewiesen. Diese befand sich in dem an seinem Spitzbogengiebel kenntlichen Teil des Hauses. Die Wohnung war im ersten Stock direkt über eine Treppe über den Marienkirchhof zu erreichen. Davor lag sie in einer der Kirche gehörenden Wohnung in der Wahmstraße 62.
Die holzverkleideten, zum Kirchhof gelegenen Bauteile stammten aus dem 17. Jahrhundert, 1708 musste das baufällige Werkhaus instand gesetzt und 1733 die neue Treppe zum Saal gebaut werden. Seit 1723 wurde von der eigentlich an der Burgkirche ansässigen St.-Leonhards-Bruderschaft jeden Sonnabend auf dem Marienkirchhof unterhalb des Werkhauses 28 Pröven (milde Gaben) an Arme ausgeteilt.
1855 erhielt das Werkhaus Gasbeleuchtung. Ab 1861 hielt der Kirchenvorstand seine Sitzungen im Hause (im Werksaal) ab. 1889 und 1895 mussten größere Teile des Daches erneuert werden. 1894 wurde eine Anlage zur Beheizung der Kirche im Keller hinzugefügt.
Nachdem das Werkhaus über Jahrhunderte von vier Straßen umgeben zu einem Schandfleck zusammengeklebt worden war, wurde es im April 1903 abgebrochen.

Altes Werkhaus und Baustelle
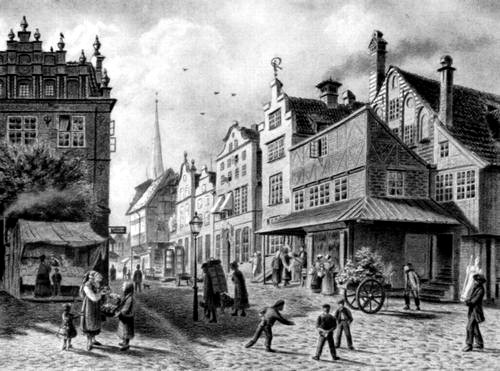
Altes Werkhaus, Zeichnung von 1865
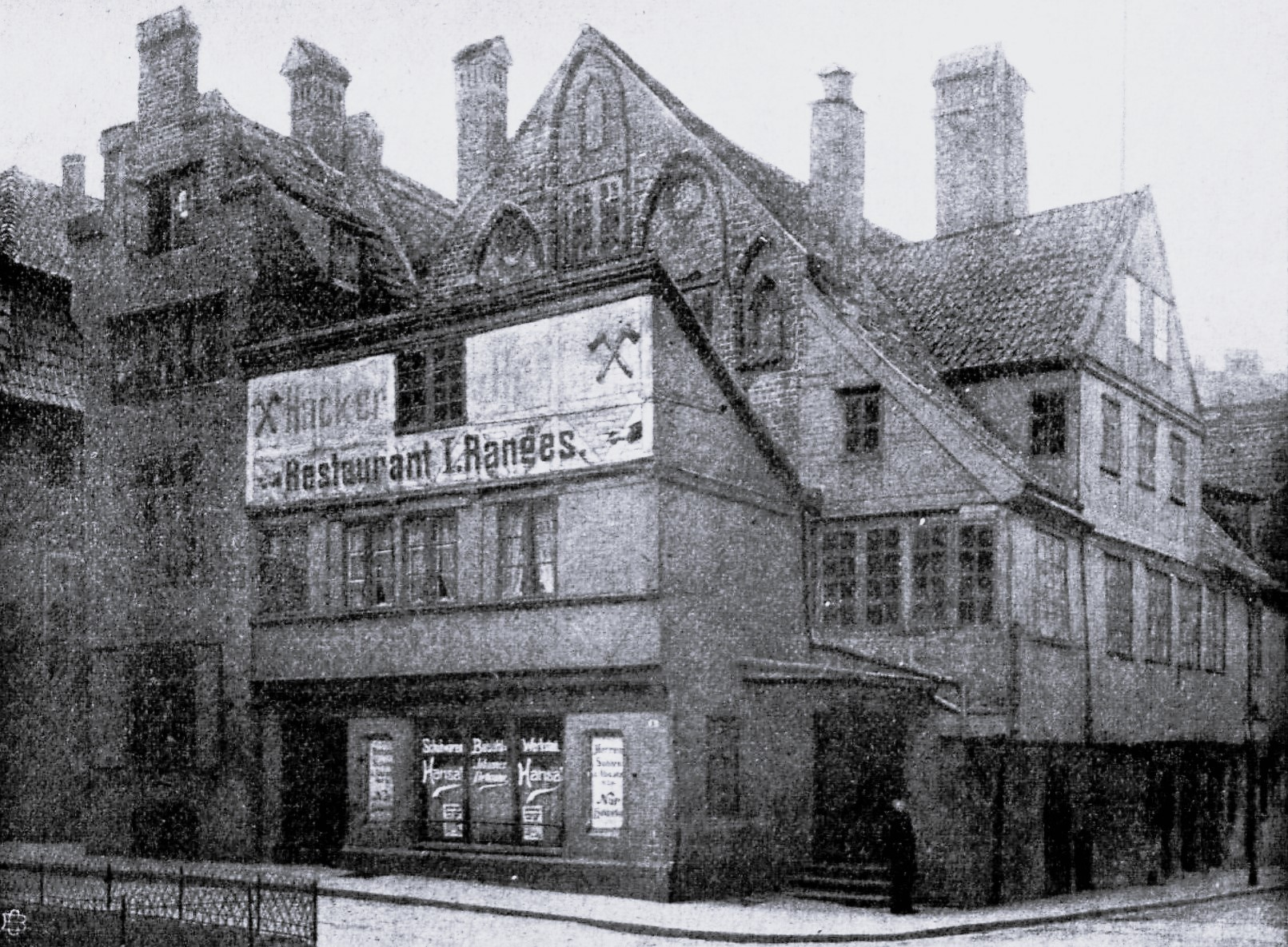
Altes Werkhaus, Blick von Osten
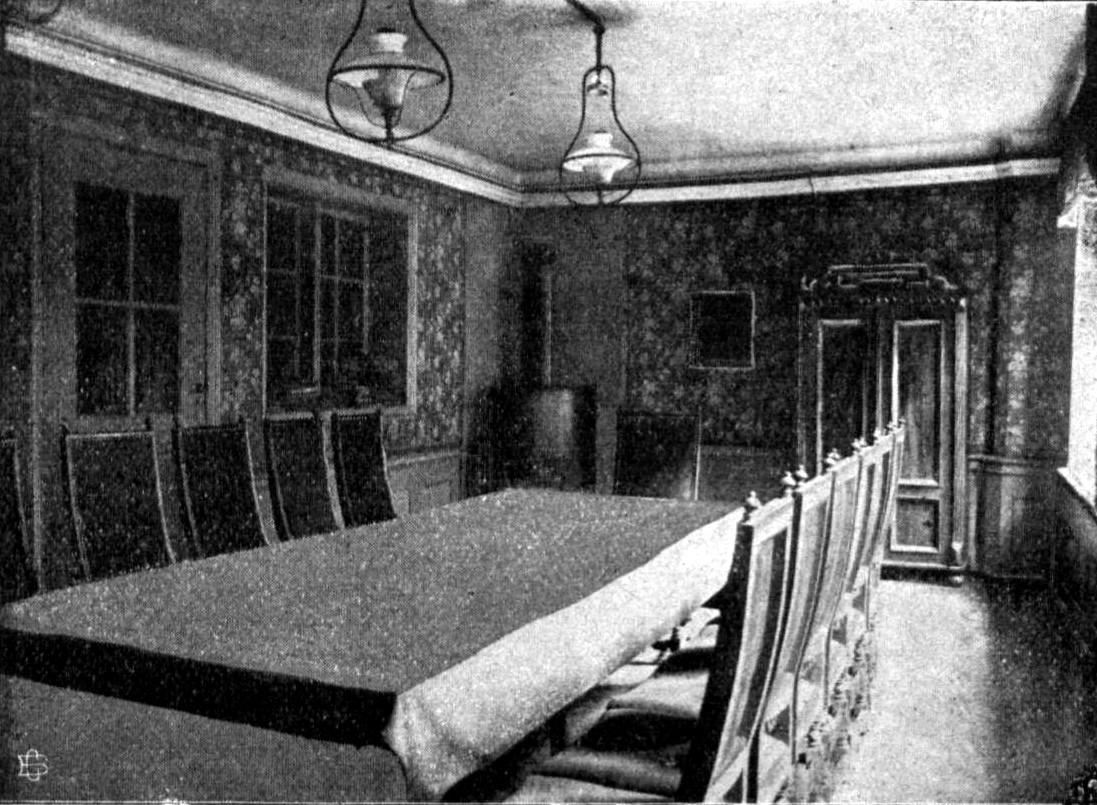
Musiksaal, gleichzeitig Sitzungszimmer des Kirchenvorstandes
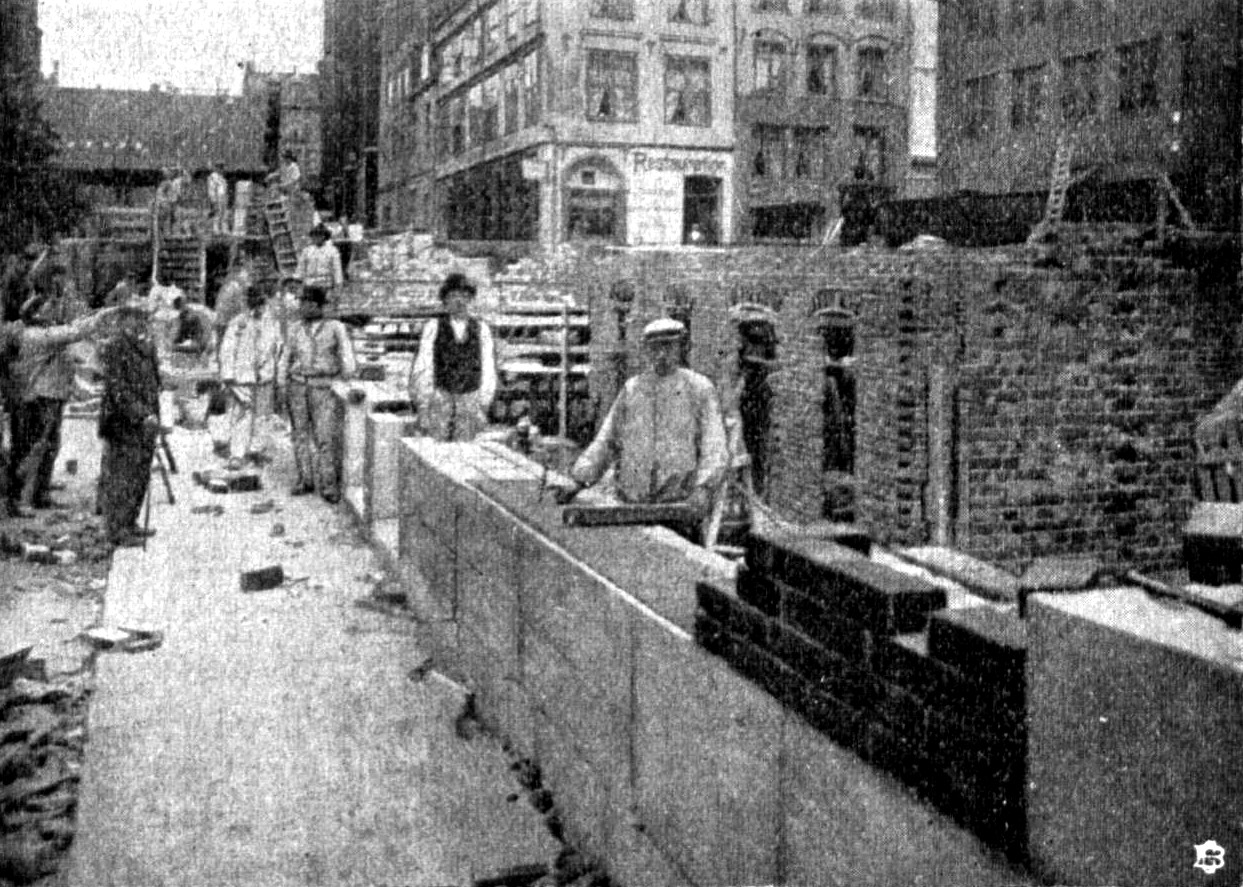
Baustelle des Werkhauses von St. Marien
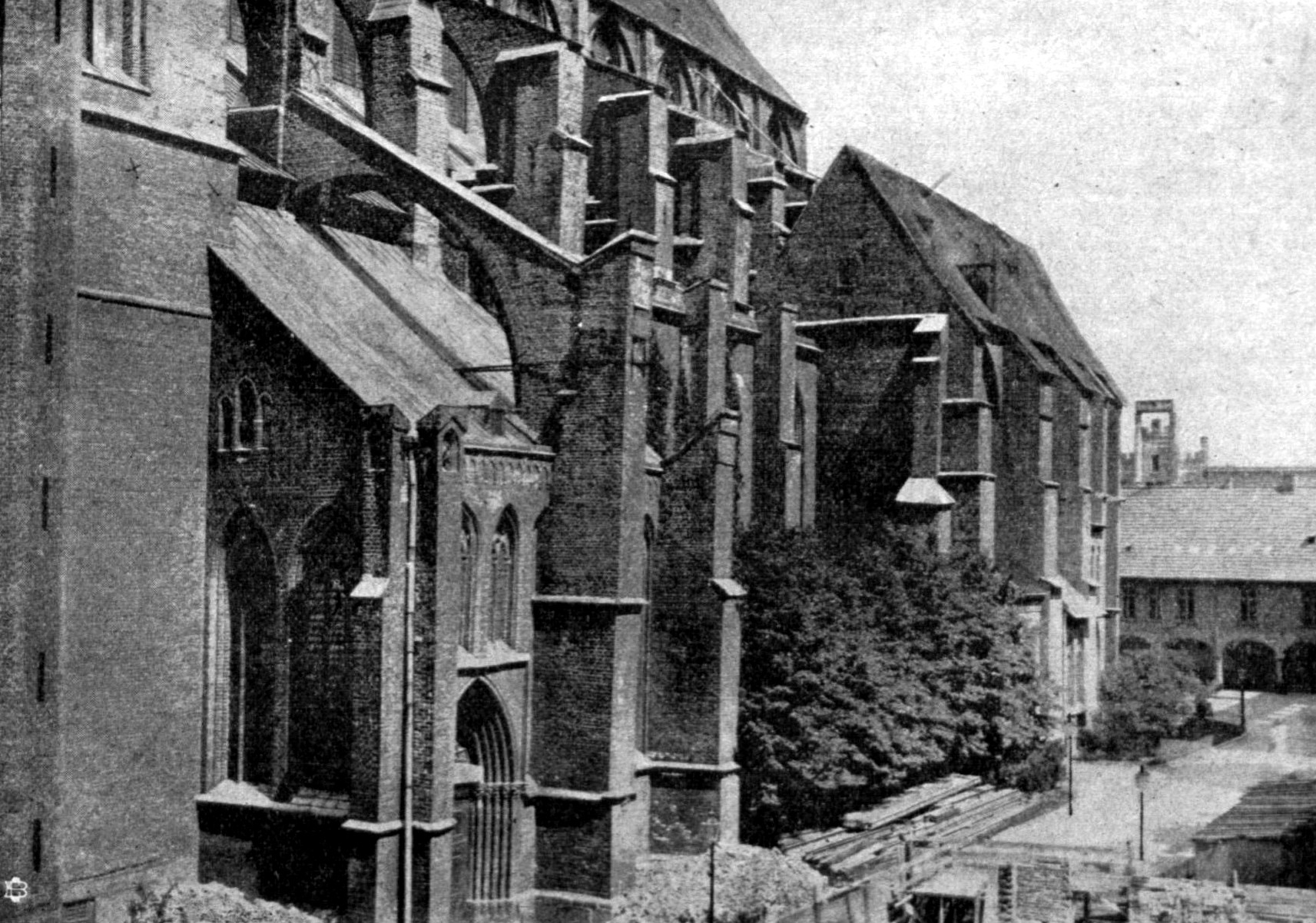
Durchblick vom Schüsselbuden über die Baustelle des Werkhauses auf die Marienkirche

### Neues Werkhaus
Am 4. Juni 1903 fand die feierliche Grundsteinlegung für den Neubau statt. Eine Urkunde sowie ein Exemplar der Vaterstädtischen Blätter Nr. 16 wurden in eine Hülse gegeben und in einem Pfeiler vermauert. Die Pläne zu dem Bau stammten von dem Architekten Willy Glogner, dem zugleich die Bauleitung oblag. Am 29. März 1904 wurde das Neue Werkhaus durch eine Sitzung des Kirchenvorstandes und einen Besuch des Senates offiziell eingeweiht.
Hinter der historistischen Fassade gestaltete Glogner ein nach den damals modernsten Maßstäben gebautes Haus. Im Inneren erlaubte eine Ständerbauweise ohne tragende Wände flexible Innengestaltung und nutzte den vorhandenen Raum maximal aus. Neben dem Keller für die Heizkessel der Kirche wurde ein multifunktionaler Raum geschaffen. Darüber hinaus entstanden mehrere Wohnungen im Souterrain mit drei Zimmern nebst allen Nebeneinrichtungen für Kirchenbeamte. Die Planungen gingen davon aus, dass das Haus nach 35 Jahren lastenfrei sein würde. Ein wichtiger Faktor dabei war die Schaffung eines großen Lager- und Ladenraums im Hochparterre, der über Jahrzehnte an die 1755 gegründete Tuchgroßhandlung J. N. Stolterfoht vermietet wurde.
Den östlichen Abschluss des Erdgeschosses bildet ein Saal für Sitzungen, Chor und Konfirmandenunterricht, der heute Konfirmandensaal heißt und dessen Hauptschmuck das von Vorstandsmitglied Ferdinand Kayser gestiftete und von Willibald Leo von Lütgendorff-Leinburg geschaffene Gemälde Abendmahl ist. Im ersten Obergeschoss befanden sich 18 Büroräume, im zweiten Obergeschoss zwei Wohnungen mit je sechs Zimmern, das dritte Obergeschoss eine Wohnung mit drei Zimmern, Küche, Fremdenzimmer, der gemeinsamen Waschküche mit Trockenräumen. Ein zentraler Lichtschacht an der Südseite bringt Tageslicht bis in den Keller.
Die Grundfläche umfasst 470 m2. Die zum Schüsselbuden gelegene Front ist 15,60 m, die zur Kirche 32 m und die zum Weiten Krambuden 15,20 m breit. Die Architekturkritik lobt bis heute die maßstäbliche Einpassung und die handwerklich gediegene Ausführung des Baus. Zu einem unbekannten Zeitpunkt wurden jedoch der östliche und der westliche Treppengiebel vereinfacht und verloren ihre spitzen Abschlüsse.

Neues Werkhaus
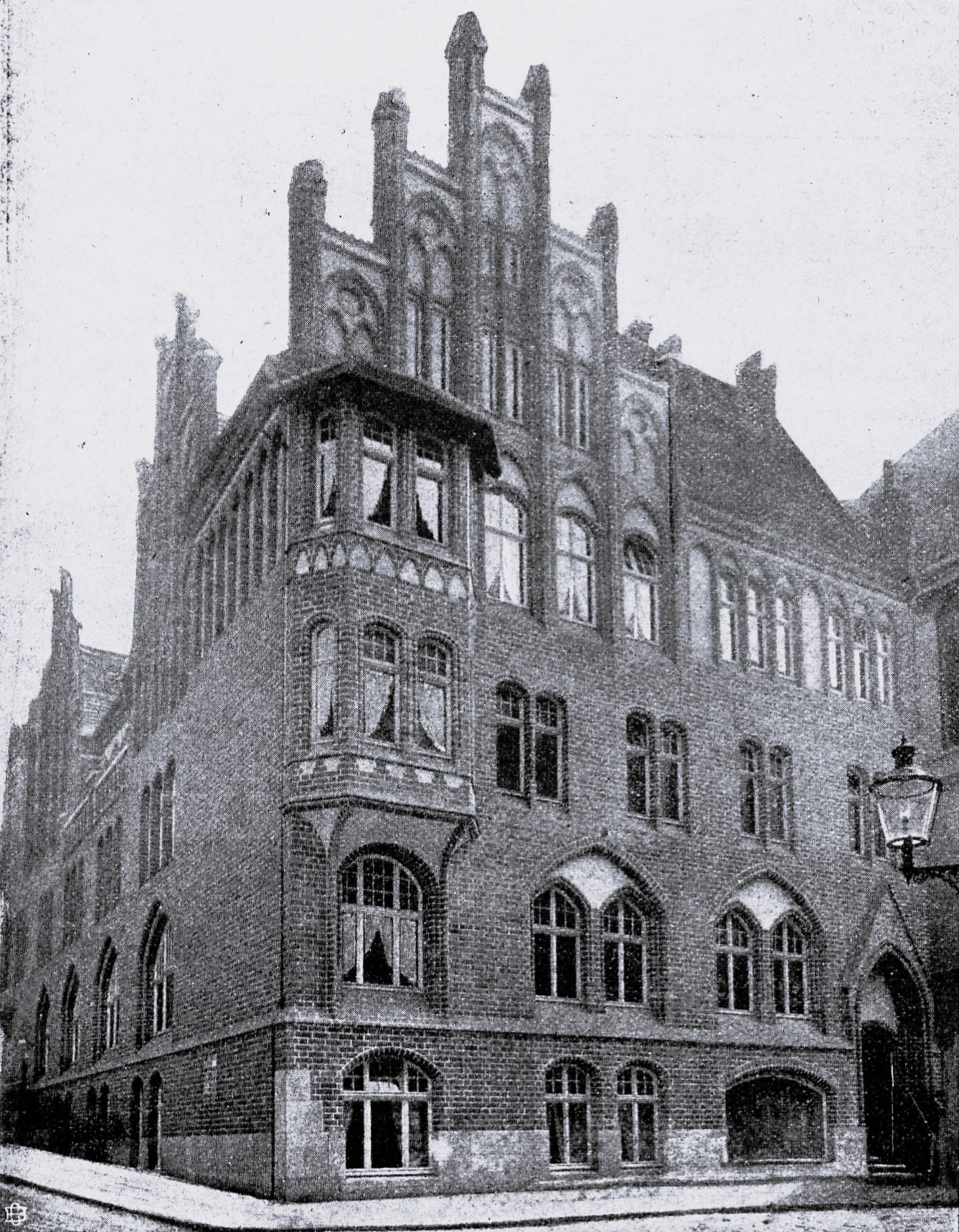
Neues Werkhaus von Westen (1904)
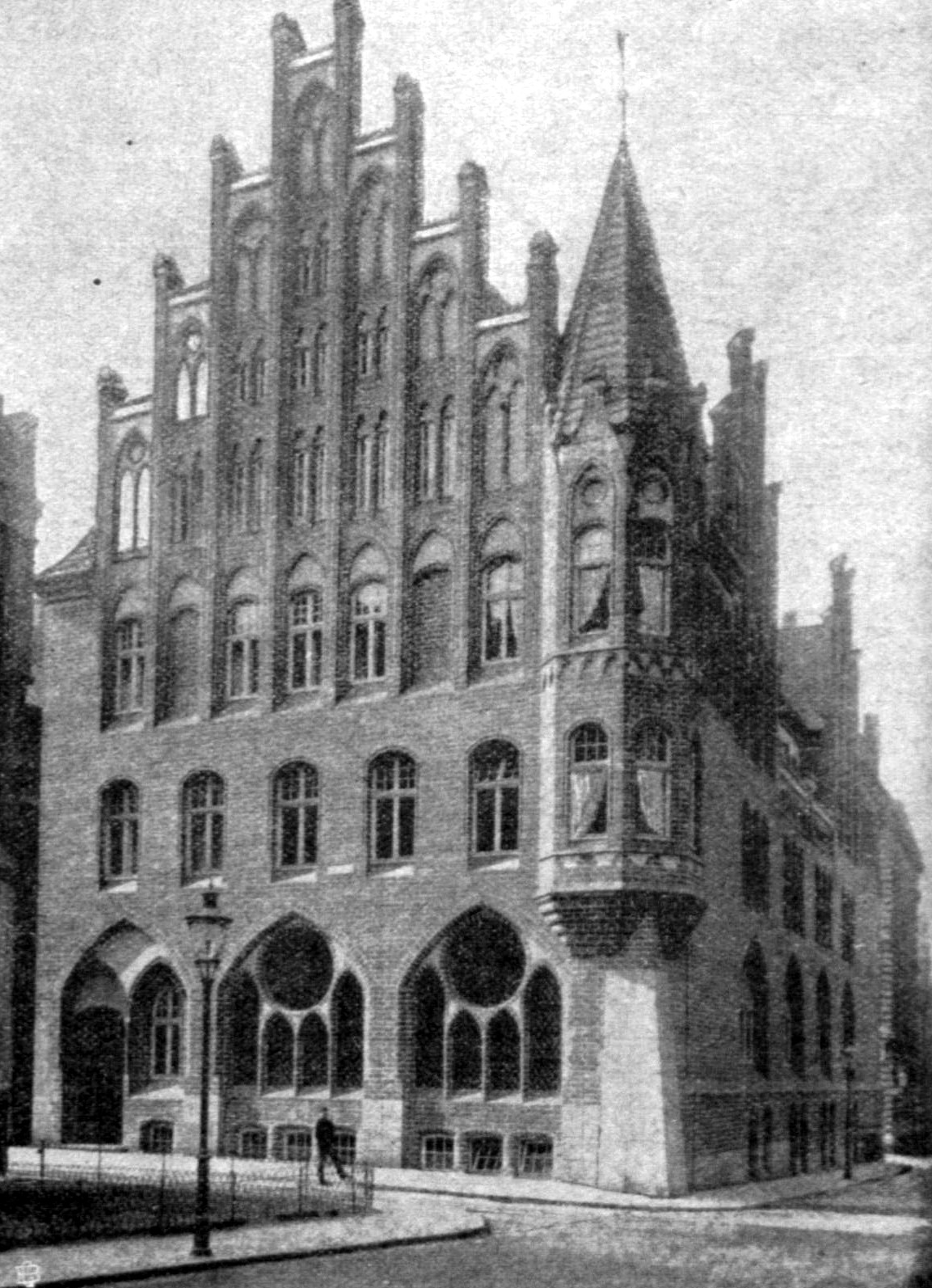
Neues Werkhaus von Osten (1904)
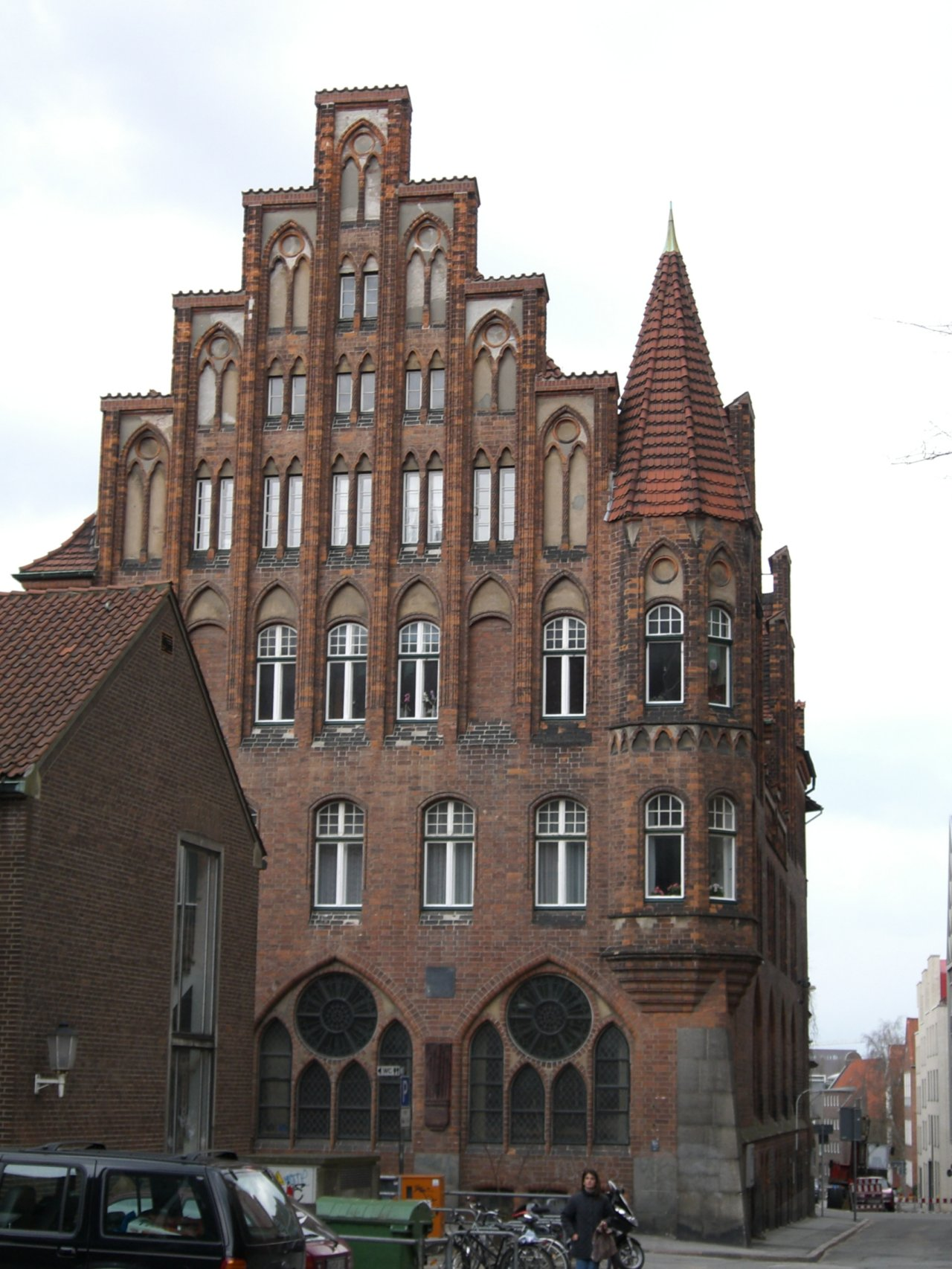
Werkhaus von Osten (2006)
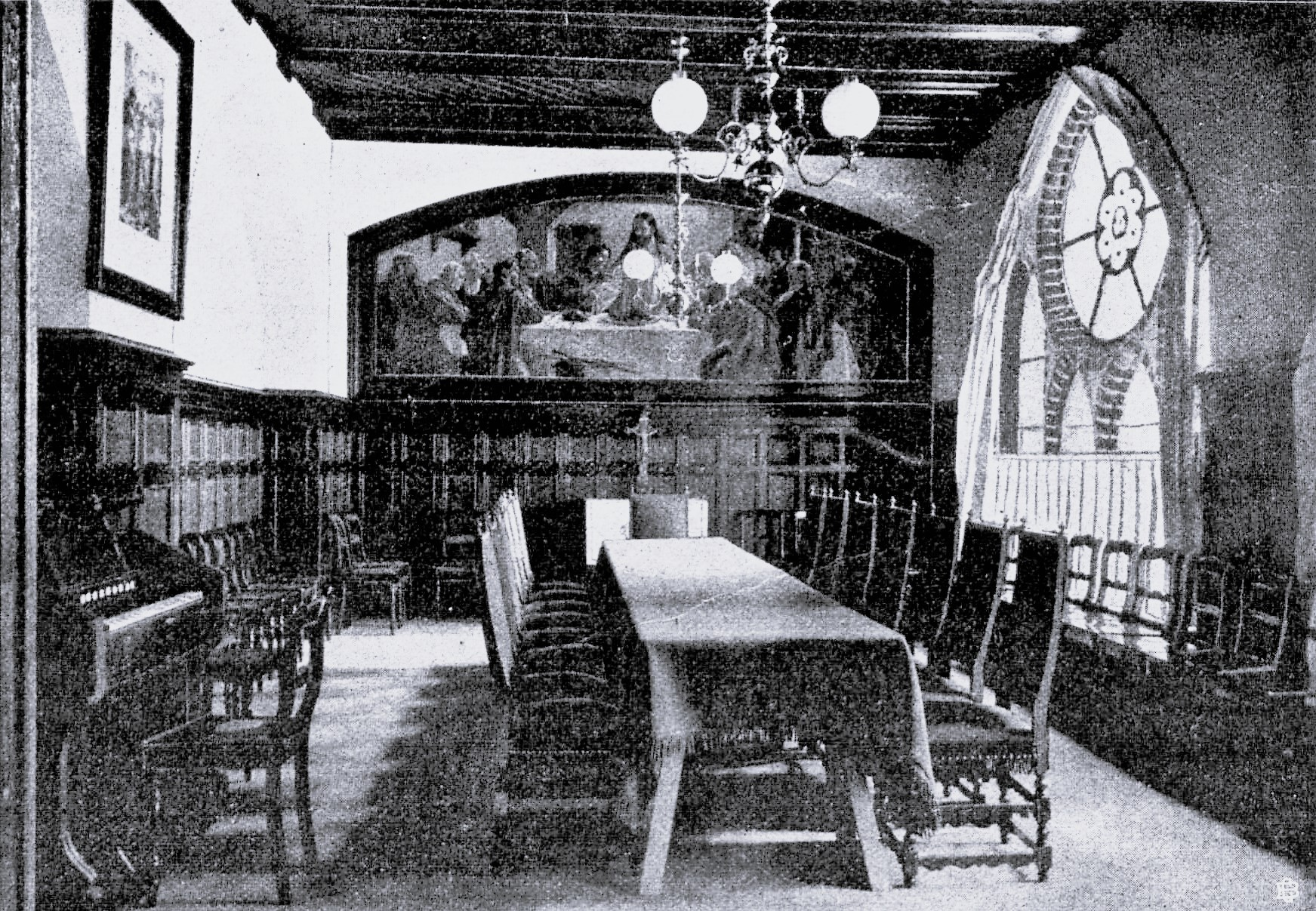
Vorstands-, Chor- und Konfirmandensaal im Neuen Werkhaus (1904)
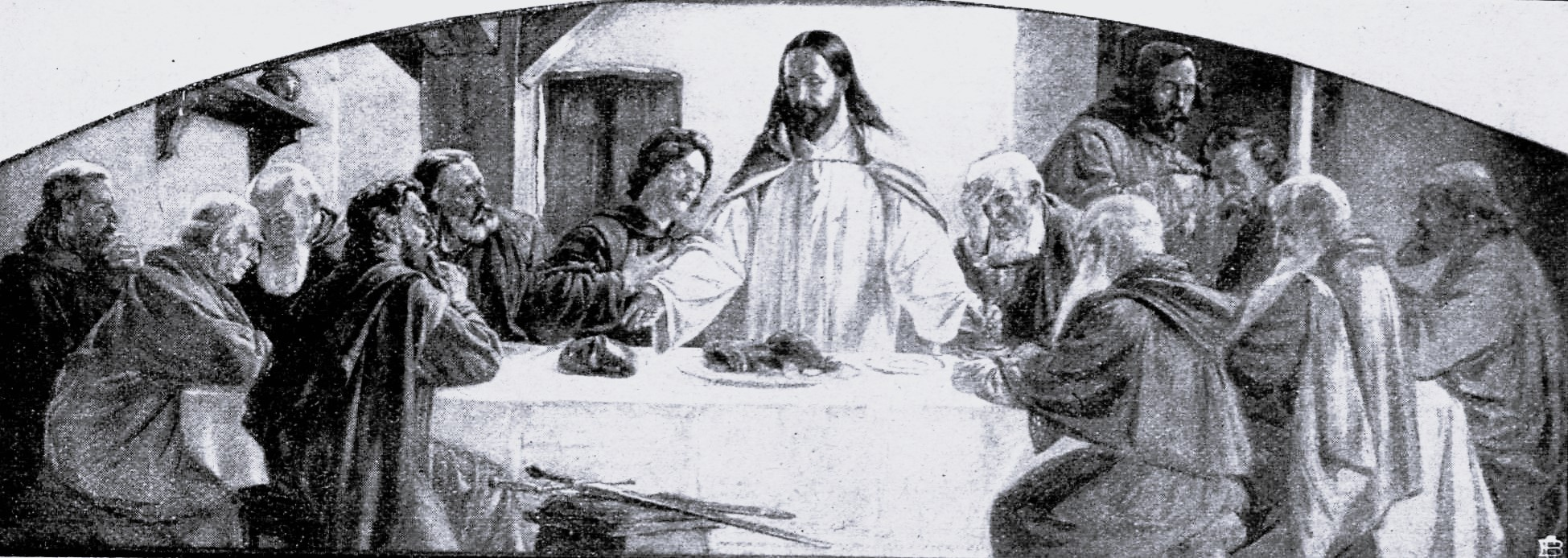
Abendmahl (1904)

Das Marienwerkhaus war eins der wenigen Gebäude im Umkreis der Marienkirche, die beim Luftangriff auf Lübeck am 29. März 1942 nicht zerstört wurden. Nach dem Zweiten Weltkrieg und bis 2009 diente das Marienwerkhaus auch als Pastorat. In den 1970er Jahren wurde die große Lager- und Verkaufsfläche im Hochparterre mit Mitteln der ARD-Fernsehlotterie für Zwecke der Gemeinde und zu einer Altentagesstätte umgebaut. Im Bürotrakt zum Schüsselbuden hin befindet sich das Zentralbüro der Lübecker Innenstadtkirchen.
Im Jahre 2006 führte der Kirchenvorstand der Marienkirche ein Kooperatives Gutachterverfahren unter sechs Architekturbüros durch, um Gestaltungsvorschläge für eine Bebauung des Marienkirchhofs westlich und nördlich der Marienkirche zu erhalten. Die Vorgabe an die beteiligten Architekten für ein neues, barrierefreies Gemeindezentrum schloss die Aufgabe des denkmalgeschützten Marienwerkhauses als Gemeindezentrum ein. Preisträger wurde Franz Riepl. Zu einer Realisierung kam es bisher nicht.

## Bewohner des Hauses
- Willy Glogner, Architekt
- Titus Türk, Konteradmiral in der Kaiserlichen Marine

## Im Werkhaus wohnende Werkmeister/Organisten

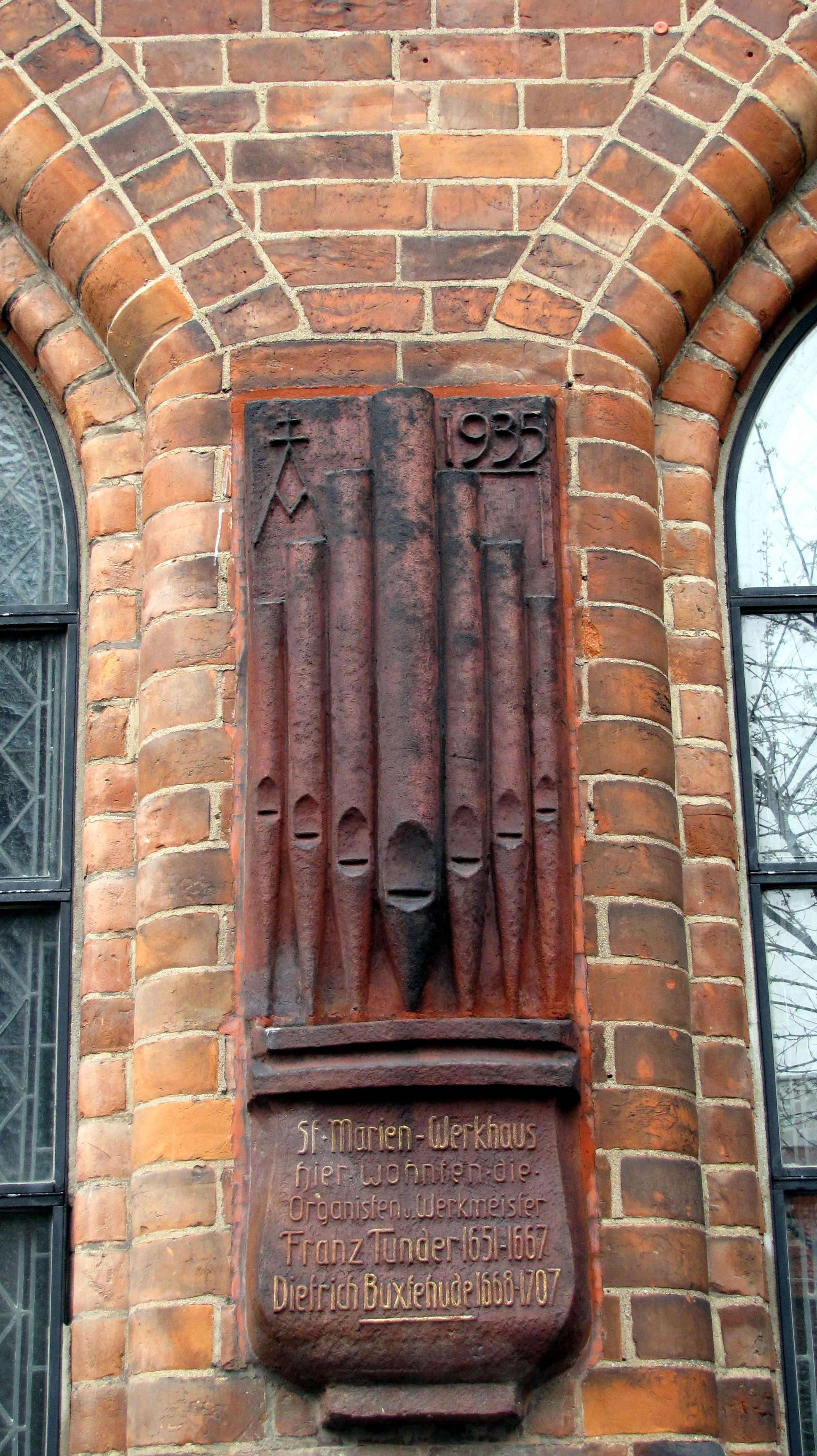
Gedenktafel von 1935 für Tunder und Buxtehude an der Ostwand des Marienwerkhauses

- Tewes Koopmann, Werkmeister, lebte 1590
- Matthies Black, Werkmeister, lebte 1657
- Franz Tunder, Werkmeister und Organist, lebte 1668
- Dieterich Buxtehude, Werkmeister, † 9. Mai 1709
  - dieser beherbergte hier Johann Sebastian Bach
- Johann Christian Schieferdecker, Werkmeister und Organist, † 7. März 1732
- Johann Paul Kunzen, Werkmeister und Organist, † 20. März 1757
- Adolf Karl Kunzen, Werkmeister und Organist, † 1773
- Johann Wilhelm Cornelius von Königslöw, Werkmeister und Organist, † 14. Mai 1833
- Gottfried Herrmann, Organist, resigniert 1845
- Hermann Jimmerthal, Organist, † 17. September 1886
- Karl Lichtwark, Organist bis 1929